# Национальный онкологический центр (Азербайджан)
Национальный онкологический центр Азербайджана (азерб. Milli Onkologiya Mərkəzi) — институт, занимающийся исследованиями в сфере онкологических заболеваний, а также лечением онкологических заболеваний. Центр находится в столичном городе Баку. Генеральным директором центра с 1990 года является Джамиль Алиев.

## История
Основа нынешнего онкологического центра была заложена созданием Азербайджанского государственного научно-исследовательского института рентгено-радиологии в 1941 году по указу Совета народных комиссаров и Народного комиссариата здравия Азербайджанской ССР от 10 декабря 1940 года.
В 1963 году по распоряжению Министерства здравоохранения Азербайджанской ССР институт был переименован в Научно-исследовательский институт рентгенологии, радиологии и онкологии. А на следующий год в эксплуатацию были сданы ещё 2 корпуса института. В 1988 году институт был реорганизован, в результате чего стал называться Республиканским онкологическим научным центром и тем самым превратился в главное научно-исследовательское учреждение Азербайджана. В октябре 1995 года Республиканский онкологический научный центр стал называться нынешним именем — Национальным центром онкологии (НЦО) при Министерстве здравоохранения Азербайджанской Республики.
В 2006 был создан Мобильно-диагностический комплекс в составе НЦО, в состав которого входит УЗИ, рентгенография, эндоскопия, клинико-биохимическая и морфологическая лаборатория и специализированные врачи. Основной целью мобильный диагностического комплекса является скрининг, раннее обнаружение предопухолевых и опухолевых заболеваний населения отдалённых регионов страны с последующим направлением их в больницу соответствующего профиля.
С 2012 года в Национальном центре онкологии функционирует Детская онкологическая клиника.

## Международное сотрудничество
Национальный центр онкологии сотрудничает с Онкологическим научным центром им. Н. Н. Блохина Российской АМН, а также поддерживает связи с другими органами, специализирующимися в данной области Закавказья, Украины, Узбекистана и других стран СНГ. Проводятся исследования совместно с врачами Турции, Англии, Германии, Швейцарии, США и ряда других стран.
В сентябре 2012 года центр заключил договор о сотрудничестве с Бельгийским Фондом Здоровья. В 2013 году Центр подписал договор о сотрудничестве с Агентством по развитию международного сотрудничества при министерстве иностранных дел Израиля (МАШАВ). В 2014 года было подписано соглашение с американской фирмой «VarianMediсalSystems», производящая технологии, необходимые для проведения лучевой терапии при онкологических заболеваниях.
В 2015 года было подписано соглашение о сотрудничестве с компанией «Orfit İndustries», которая является мировым поставщиком систем и оборудований, обеспечивающих иммобилизацию и размещение больных во время лучевой терапии. В этом году также был подписан договор о долгосрочном сотрудничестве между НЦО Азербайджана и Онкологическим центром им. М. Д. Андерсона.
Центр является полноценным членом Международного союза по борьбе с раком.

## Внешние ссылки
- Официальная страница